# شرطي بيفرلي هيلز 3
شرطي بيفرلي هيلز 3 (بالإنجليزية: Beverly Hills Cop III) هو فِلم أكشن وكوميديا لعام 1994 من بطولة إيدي ميرفي وإخراج جون لانديس، الذي كان يعمل سابقا مع إيدي ميرفي، وهذا الفِلم هو الفِلم الثالث والأخير حتى الآن في سلسلة أفلام شرطي بيفرلي هيلز.
يلعب إيدي ميرفي مرة أخرى دور الشرطي أكسل فولي، الذي يعود مرة أخرى إلى بيفرلي هيلز في كاليفورنيا لوقف عصابة من المزورين الذين يتحملون المسؤولية عن وفاة رئيسه. يضم الفِلم عددا من النجوم بما فيهم روبرت ب. شيرمان، آرثر هيلر، جون سينغلتون، جو دانتي
تم عرض فِلم شرطي بيفرلي هيلز الثالث لأول مرة في 25 مايو 1994 وحقق 42000000 $ في الولايات المتحدة، وأكثر من 77 مليون دولار في شباك التذاكر الأجنبية. واعتبر النقاد وإيدي ميرفي أن الفِلم هو أكثر الأفلام تخييبًا للآمال في هذه السلسلة.

## وصلات خارجية
- شرطي بيفرلي هيلز 3 على موقع IMDb (الإنجليزية)
- شرطي بيفرلي هيلز 3 على موقع ميتاكريتيك (الإنجليزية)
- شرطي بيفرلي هيلز 3 على موقع روتن توميتوز (الإنجليزية)
- شرطي بيفرلي هيلز 3 على موقع نتفليكس (الإنجليزية)
- شرطي بيفرلي هيلز 3 على موقع قاعدة بيانات الأفلام العربية
- شرطي بيفرلي هيلز 3 على موقع ألو سيني (الفرنسية)
- شرطي بيفرلي هيلز 3 على موقع Turner Classic Movies (الإنجليزية)
- شرطي بيفرلي هيلز 3 على موقع أول موفي (الإنجليزية)
- شرطي بيفرلي هيلز 3 على موقع بوكس أوفيس موجو (الإنجليزية)
- شرطي بيفرلي هيلز 3 على موقع فيلمافينيتي (الإسبانية)

1. 1 2 3 4 5 6 7 8 9 10 11 12 13 14 15 16 17  مذكور في: قاعدة بيانات الأفلام التشيكية السلوفاكية. لغة العمل أو لغة الاسم: التشيكية. تاريخ النشر: 2001.
2. ↑  "معلومات عن شرطي بيفرلي هيلز 3 على موقع tcm.turner.com". tcm.turner.com. مؤرشف من الأصل في 2019-12-09.
3. ↑  "معلومات عن شرطي بيفرلي هيلز 3 على موقع allcinema.net". allcinema.net. مؤرشف من الأصل في 2016-04-11.
4. ↑  "معلومات عن شرطي بيفرلي هيلز 3 على موقع elfilm.com". elfilm.com. مؤرشف من الأصل في 2017-09-18.